# Chindrieux
Chindrieux é uma comuna francesa na região administrativa de Auvérnia-Ródano-Alpes, no departamento da Saboia. Estende-se por uma área de 16.42 km². Em 2010 a comuna tinha 1 403 habitantes (densidade: 85,4 hab./km²).